# Migré
Migré – miejscowość i gmina we Francji, w regionie Nowa Akwitania, w departamencie Charente-Maritime.
Według danych na rok 1990 gminę zamieszkiwało 329 osób, a gęstość zaludnienia wynosiła 23 osób/km² (wśród 1467 gmin regionu Poitou-Charentes Migré plasuje się na 689. miejscu pod względem liczby ludności, natomiast pod względem powierzchni na miejscu 619.).